# Mayotte
Mayotte (ejtsd: majott) sziget az Indiai-óceánban. Jogilag Franciaország tengerentúli megyéje.
Afrika és Madagaszkár között található, nagyjából mindkettőtől 2–300 km-re, a Mozambiki-csatorna északi kijáratánál. A Comore-szigetek francia kézben maradt tagja.

## Nevének eredete
Vélemények szerint Mayotte neve talán arab eredetű, s a جزيرة الموت (mavuti) szóösszetételből származik, amelynek jelentése a halál szigete. Az elnevezésre a magyarázat talán a szigetet körülvevő veszélyes korallzátonyokban keresendő.

## Földrajz

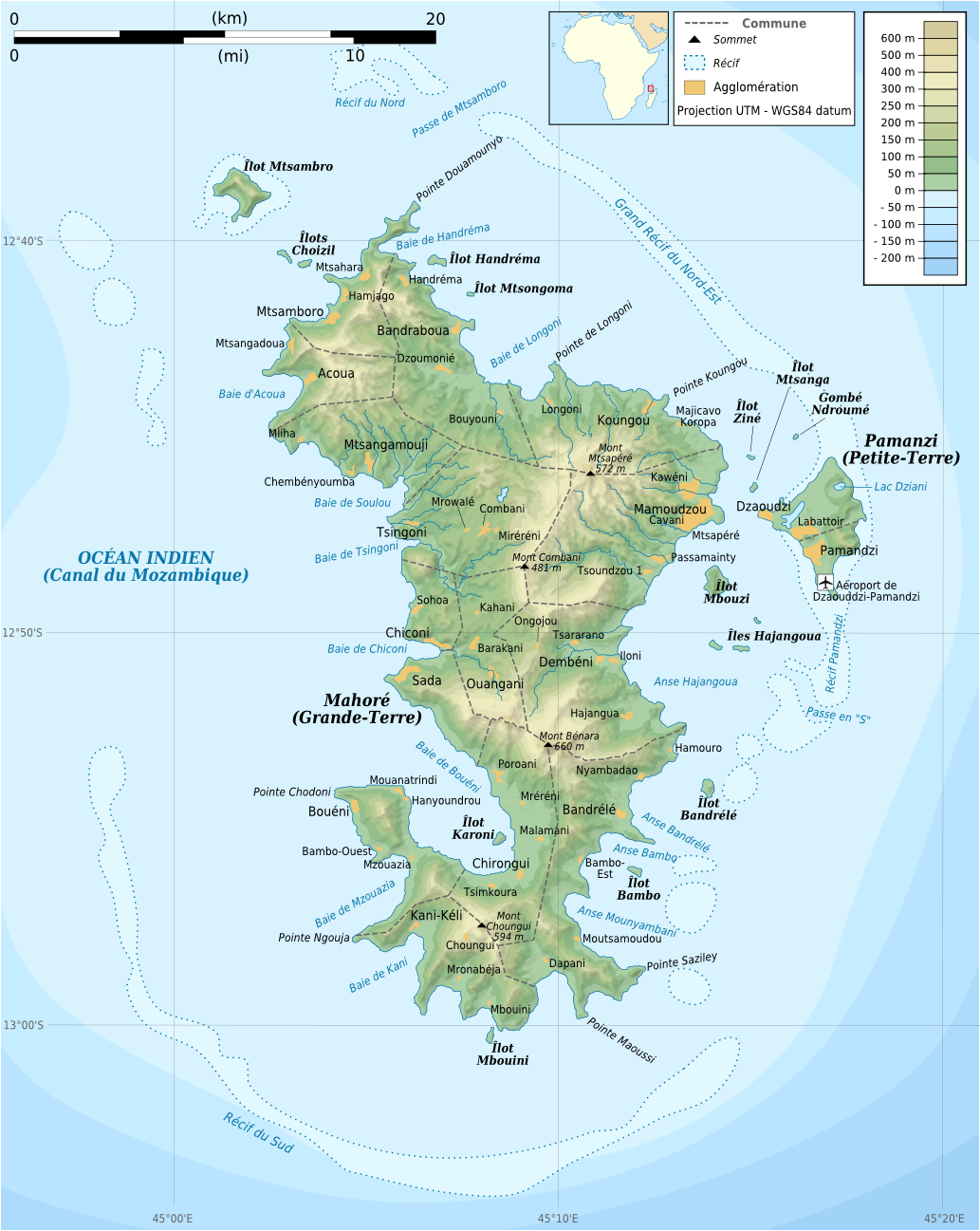
Mayotte domborzati térképe

Legmagasabb pont: Benara 660 m

## Történelem
Mayotte szigeten a hasonló nevű szultánságot 1500-ban alapították.
1503-ban a szigetet portugál felfedezők megfigyelték, de nem gyarmatosították.
1832-ben a madagaszkári Iboina korábbi királya, Andriantsoly hódította meg; 1833-ban a szomszédos Mwali (franciául Mohéli sziget) szultánja, I. Abdul Rahman foglalta el. 1836-ban az utolsó helyi szultán helyreállította függetlenségét. Mayotte a Comore-szigetek többi része előtt jóval korábban, 1843-ban került Franciaország birtokába.
1974-ben a Comore-szigetek többi része független ország lett. A szigetcsoport egyetlen szigete volt, amely 1974-ben és 1976-ban a Franciaországgal fennálló kötelékek megtartása mellett szavazott (63,8%, illetve 99,4% arányban). A Comore-szigetek állam fenntartja igényét Mayotte-szigetre. 1976-ban az Egyesült Nemzetek Szervezetének Biztonsági Tanácsában a 15 tagból 11 szavazatával elismerte Comore-szigetek szuverenitását Mayotte felett, de Franciaország megvétózta a határozatot (2004-ig ez volt az utolsó alkalom, hogy élt vétójogával.)
Mayotte helyzete nehezen kezelhető Franciaország számára: míg a helyi lakosság nagy többsége nem kívánja a függetlenséget Franciaországtól és nem akar a Comore-szigetekhez csatlakozni, Franciaországot a volt gyarmatok baloldali kormányai azért bírálják, mert Mayotte még mindig Franciaországhoz tartozik. Ráadásul Mayotte helyi közigazgatása a muszlim szokásjog alapján működik, amit rendkívül nehéz a francia jogrendszerbe integrálni, ezenkívül jelentős költséget jelentene a szigetlakók életszínvonalának a franciaországihoz közelítése. Ezen okok miatt a francia törvények csak akkor érvényesek Mayotte-on, ha azt egy záradékban külön kiterjesztik reá.
Mayotte státusa 2001-ben nagyon közel került a franciaországi megyékéhez, bár a szigetet továbbra is követeli a Comore-szigetek. A megyéhez hasonló státuszt népszavazáson Mayotte lakóinak 73%-a fogadta el. A 2003-as francia alkotmánymódosítás után Mayotte tengerentúli közösség lett, de fennmaradt megyei tanácsa.
2009. március 29-én megtartott népszavazás 95%-os pozitív szavazat alapján 2011. március 31-től Franciaország ötödik tengerentúli megyéjévé és régiójává vált.

## Lakosság, nyelv és vallás

### Lakosság
A lakosság fele 20 év alatti fiatal. A döntő többséget az afrikaiak teszik ki. Mindannyian a mahori más néven szuahéli törzs tagjai. Ezenkívül még csekély számú francia származású (európai) fehér él még itt.

### Nyelv
A hivatalos nyelv a francia, de beszélik még a mahorit is.

### Vallás
A lakosság 97%-a szunnita muszlim, a maradék 3% keresztény.

## Gazdaság
Mezőgazdaságát a vanília, cukornád, kávé és kopra termesztése jellemzi. Emellett jelentős a halászat és az állattenyésztés is. Az erdők ylang-ylang fáinak olaja (parfümnyersanyag) fontos exportcikk. A sziget gazdasága és jövőbeli fejlesztése függ Franciaország támogatásaitól, a sziget izoláltsága megakadályozza a turizmus fejlesztését.

## Népesség
| 2017 | 256 518 |
| 2024 | 320 901 |

A sziget lakossága gyorsan növekszik a közeli afrikai szárazföldről (főleg a Comore-szigeteken keresztül) történő intenzív bevándorlás miatt. 2018-ban a lakosság fele már külföldi születésű személy volt. A bevándorlás fékezésére a francia kormány 2024 februárjában rendelettel megszüntette annak lehetőségét, hogy külföldi illetőségű személyek Mayotte-on született gyermekei automatikusan francia állampolgárságot kapjanak. A rendelet törvényerőre emelkedéséhez a kormány alkotmánymódosítást kezdeményezett.

## Közlekedés

Mayotte közlekedési térképe

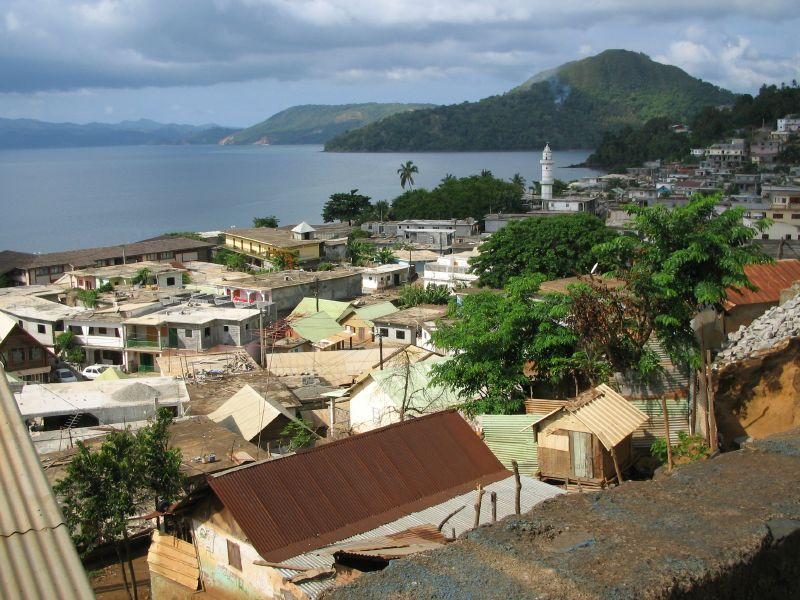
Sada

A független Mayotte-nak szánt nem hivatalos lobogó

- Közutak hossza: 93 km
- Repülőterek száma: 1
- Kikötők száma: 1

## Turizmus
Javasolt oltások Mayotte-re utazóknak:
- Hastífusz
- Hepatitis A
- Hepatitis B

Malária elleni gyógyszer.

## Sport
Lásd: Mayotte-i labdarúgó-válogatott